# Orimarga distalis
Orimarga distalis là một loài ruồi trong họ Limoniidae. Chúng phân bố ở miền Cổ bắc.